# 阿里卡怪物
阿里卡怪物（英语：Arica Monster）是一种出没于智利境内阿塔卡马沙漠地带7英尺高、灰色皮肤、疑似小型双足恐龙的神秘动物。

## 历史
阿里卡怪物的历史可追溯至1980年，一些目击表示在阿塔卡马沙漠看见一种类似袋鼠的双足动物。2004年，一则报道称智利伊基克-阿里卡连续传出神秘动物的目击报告。军官埃尔南·奎瓦斯亦是这次目击风暴中的一人，在驾车与另外4人穿过阿塔卡马沙漠时看见一只奇怪的动物，他认为那是一只双足恐龙。而当地警方接受采访时表示如此大规模的目击尚属首次。有理论认为，阿里卡怪物是幸存的驰龙科恐龙，但反对者则认为阿里卡怪物只是场骗局。